# 5662 Wendycalvin
5662 Wendycalvin eller 1981 EL4 är en asteroid i huvudbältet som upptäcktes den 2 mars 1981 av den amerikanska astronomen Schelte J. Bus vid Siding Spring-observatoriet. Den är uppkallad efter Wendy M. Calvin.
Den tillhör asteroidgruppen Eos.